# John Patrick Crowley
John Patrick Crowley (ur. 23 czerwca 1941 w Newbury) – brytyjski duchowny rzymskokatolicki, w latach 1992–2007 biskup diecezjalny Middlesbrough.

## Życiorys
Święcenia kapłańskie przyjął 12 czerwca 1965 w archidiecezji westminsterskiej. 31 października 1986 papież Jan Paweł II mianował go biskupem pomocniczym archidiecezji ze stolicą tytularną Thala. Sakry udzielił mu 8 grudnia 1986 kardynał Basil Hume OSB, ówczesny arcybiskup metropolita Westminsteru. 3 listopada 1992 papież powierzył mu urząd biskupa diecezjalnego Middlesbrough. 3 maja 2007 przeszedł na wcześniejszą emeryturę (w wieku 65 lat, gdy tymczasem biskupi wiek emerytalny przewidziany w prawie kanonicznym to 75 lat). Od tego czasu pozostaje biskupem seniorem diecezji.